# Rosakinder
Pour plus de détails, voir Fiche technique et Distribution.
Rosakinder est un film documentaire allemand coréalisé par Julia von Heinz, Chris Kraus, Axel Ranisch, Robert Thalheim et Tom Tykwer et dont le sujet est leur mentor, professeur d'université, ami paternel et collègue, l'écrivain et réalisateur Rosa von Praunheim. Le film est sorti en 2012.

## Fiche technique
- Dates de sortie : 
  -  Allemagne : 20 octobre 2012 (Internationale Hofer Filmtage)

## Distribution
- Chris Kraus :
- Axel Ranisch :
- Robert Thalheim :
- Tom Tykwer :
- Julia von Heinz :
- Rosa von Praunheim :